# Small modular Immunopharmaceutical
Small modular immunopharmaceuticals (zu dt. „Kleine modulare Immunopharmazeutika“), kurz SMIPs, sind künstliche, von Antikörpern abgeleitete Proteine. Sie sind modular aufgebaut und bestehen wie Antikörper aus einer Antigen erkennenden Proteindomäne, einer flexiblen Gelenkdomäne (Hingedomäne) und einer Effektordomäne. Im Vergleich zu Antikörpern besitzen sie eine deutlich geringere Molekülmasse und damit verbunden verbesserte biopharmazeutische Eigenschaften. Wegen ihrer Fähigkeit, bestimmte Proteinstrukturen zu erkennen und daraufhin im Organismus spezifische Reaktionen hervorzurufen, wurden und werden derzeit Small modular immunopharmaceuticals als potenzielle neuartige Arzneistoffe unter anderem zur Behandlung von chronisch entzündlichen Erkrankungen und Krebs in klinischen Studien erprobt. Small modular immunopharmaceuticals wurden maßgeblich vom Biotechnologie-Unternehmen Trubion entwickelt, das 2010 von Emergent BioSolutions übernommen wurde.

## Struktur
Small modular immunopharmaceuticals besitzen einen modularen Aufbau und bestehen aus drei Domänen. Abhängig von den verwendeten Modulen können Small modular immunopharmaceuticals unterschiedliche strukturelle Eigenschaften besitzen. Als Antigen erkennende Domäne werden scFv-Antikörper verwendet. Diese sind deutlich kleiner als die Antigen erkennenden variablen Domänen konventioneller Antikörper. Als Effektordomänen eignen sich beispielsweise die CH2- und CH3-Domänen des Immunglobulin G1 (IgG1). Die Antigenerkennungs- und Effektordomäne sind über eine Hingedomäne, welche ebenfalls einem Immunglobulin entliehen werden kann, miteinander in einem einzigen Proteinstrang verknüpft. Auf diese Weise aufgebaute Small modular immunopharmaceuticals, zu denen die in der klinischen Erprobung befindlichen TRU-015 und TRU-016 zählen, werden von den zur Herstellung verwendeten Zelllinien als Dimere mit einer antikörperähnlichen Struktur produziert. Diese dimeren Small modular immunopharmaceuticals sind einfacher gebaut als die aus vier Proteinsträngen bestehenden konventionellen Antikörper vom IgG-Typ und besitzen eine um etwa 30 % geringere Molekülmasse.

## Herstellung
Small modular immunopharmaceuticals werden entsprechend ihrem modularen Aufbau entwickelt. Die Antigen erkennende Komponente kann einem für die Zielstruktur spezifischen monoklonalen Antikörper entliehen und in einen scFv-Antikörper übertragen werden. Die übrigen Komponenten entstammen einer Bibliothek, bestehend aus verschiedenen Hinge- und Effektordomänen. Die Fragmente werden mit Hilfe molekularbiologischer Methoden kombiniert. Die optimale Kombination aus Antigenbindungs-, Hinge- und Effektordomäne kann mit Hilfe geeigneter Screeningverfahren ermittelt werden.